# Adicella similis
Adicella similis là một loài Trichoptera trong họ Leptoceridae. Chúng phân bố ở miền Cổ bắc.